# كارستن بروير
كارستن بروير (من مواليد 1 ديسمبر 1964) هو جنرال في الجيش الألماني، يشغل منصب المفتش العام السابع عشر والحالي للجيش الألماني. قبل تعيينه في هذا المنصب، شغل بروير منصب أول قائد لقيادة الدفاع الوطني للجيش الألماني، وهو معروف أيضًا بدوره كقائد لقوة مهام كوفيد-19. كما شغل بروير منصب قائد القيادة الإقليمية للجيش الألماني، ولواء المشاة المدرع 37، وكتيبة مدافع الدفاع الجوي المدرعة 12.

## الحياة المبكرة والتعليم
وُلِد بروير في ليتمات، وهي ضاحية صغيرة تقع في شمال الراين وستفاليا في 1 ديسمبر 1964. في عام 1984، بعد تخرجه من المدرسة الثانوية، التحق بروير بالجيش الألماني تحت فوج الدفاع الجوي الحادي عشر (Flugabwehrregiment 11) في آخيم وانتقل لاحقًا إلى مركز تدريب الدفاع الجوي للجيش في رندسبورغ لإكمال مدرسة مرشحي الضباط من عام 1984 إلى عام 1985. بعد إكمال دورته، نُقل بروير إلى جامعة هيلموت شميدت لإكمال تعليمه وتخرج في عام 1988 بدرجة في النظرية التربوية. أنهى بروير لاحقًا دورة ضباط الأركان العامة في كلية القيادة والأركان في الجيش الألماني من عام 1995 إلى عام 1997 ودورة ضباط القيادة والأركان العامة للولايات المتحدة في كلية القيادة والأركان العامة للجيش الأمريكي في فورت ليفنوورث بولاية كانساس في الولايات المتحدة من عام 2001 إلى عام 2002.

## المسيرة العسكرية
بدأ بروير مسيرته المهنية في عام 1989 حيث عمل كمساعد لقائد الفرقة لعمليات الاستخبارات العسكرية تحت فوج الدفاع الجوي العاشر وكمساعد لقائد الفرقة تحت الفرقة المدرعة العاشرة، وكلاهما متمركز في زيغمارينغن من عام 1989 إلى عام 1992. من عام 1992 إلى عام 1995، تم تعيين بروير قائدًا للبطارية الرابعة، كتيبة العرض المدرعة السادسة للدفاع الجوي في لونبرغ، قبل أن يعمل كمدرب فرع تحت مدرسة المدرعات للدفاع الجوي للجيش في مونستر من عام 1995 إلى عام 1997.
من عام 1997 إلى عام 1999، خدم بروير لاحقًا كضابط أركان لنائب رئيس الدفاع في برلين، قبل أن يشغل منصب رئيس أركان لواء المشاة المدرع 41 من عام 2002 إلى عام 2004 وعمل لاحقًا كقائد فرقة من الوحدات الألمانية كجزء من اللواء متعدد الجنسيات جنوب غرب الكتيبة الثامنة من قوة كوسوفو في بريزرين، كوسوفو. أصبح بروير لاحقًا قائدًا للكتيبة 12 لمدافع الدفاع الجوي المدرعة من عام 2004 إلى عام 2006 وعمل لاحقًا كمساعد لرئيس الجيش في وزارة الدفاع الاتحادية في بون من عام 2006 إلى عام 2008. في الفترة من عام 2008 إلى عام 2010، شغل بروير لاحقًا منصب نائب ممثل التحول للقائد الأعلى للحلفاء في أوروبا (SACTREPEUR) في مقر حلف شمال الأطلسي في بروكسل، بلجيكا. كما تم تعيين بروير رئيسًا لفرع الأساسيات العسكرية الاستراتيجية في هيئة أركان القوات المسلحة من عام 2010 إلى عام 2011، قبل أن يعمل لاحقًا رئيسًا لفرع مفاهيم السياسة العسكرية والعلاقات الثنائية وفي أساسيات السياسة الأمنية والعلاقات الثنائية في وزارة الدفاع الفيدرالية في برلين من عام 2012 إلى عام 2013.
خدم بروير لاحقًا كقائد للواء الدبابات السابع والثلاثين من عام 2013 إلى عام 2014 قبل أن يتم تعيينه رئيسًا للفرقة الأولى بالمديرية العامة للأمن وسياسة الدفاع في عام 2014. كما عمل بروير أيضًا كمدير مشروع لإنشاء الكتاب الأبيض لعام 2016 بشأن السياسة الأمنية الألمانية ومستقبل الجيش الألماني. عمل بروير لاحقًا كنائب رئيس الأركان، مديرية العمليات / الاستخبارات العسكرية / التدريب في عامي 2016 و2017 قبل أن يتم تعيينه قائدًا لـ Kommando Territoriale Aufgaben der Bundeswehr من عام 2018 إلى عام 2021. عمل بروير لاحقًا كقائد لفرقة عمل كوفيد-19 الحكومية المكلفة بمكافحة انتشار فيروس كوفيد-19، والتي تعد بمثابة الجزء الأساسي من استجابة البلاد لجائحة كوفيد-19.
في أكتوبر 2022، ومع تأسيس قيادة الدفاع الوطني للجيش الألماني، عُيّن بروير أول قائد لها. وخلال فترة عمله، كُلّف بروير بتسليط الضوء على أهمية تعزيز الجاهزية العملياتية للبلاد في أوقات الحرب، في ظل المخاطر التي يشكلها الغزو الروسي لأوكرانيا.
تم تعيين بروير كمفتش عام جديد للجيش الألماني في 13 مارس 2023 وحل محل الجنرال إيبرهارد زورن الذي أُحيل إلى التقاعد المبكر. وجاءت هذه الخطوة بسبب الخلافات المبلغ عنها حول تقييم زورن للحرب في أوكرانيا من قبل مسؤولين حكوميين بمن فيهم وزير الدفاع بوريس بيستوريوس، حيث علق زورن على عدم قدرة أوكرانيا على شن هجوم مضاد في المواقع الروسية في أوكرانيا. وجاءت تعليقات زورن من مسؤولين مختلفين، بمن فيهم مسؤولون وقادة أمريكيون سابقون. كما تمت ترقية بروير في النهاية إلى رتبة جنرال. في 8 فبراير 2024، زار الجنرال بروير، إلى جانب اللواء كريستيان فرويدينغ ومسؤولين رئيسيين آخرين، كييف في أوكرانيا والتقى بالقائد العام للقوات المسلحة الأوكرانية الجنرال فاليري زالوجني وتحدثا عن أهمية التعاون الدفاعي وتبادل الأفكار بين البلدين. في 18 أبريل/نيسان 2024، عقب اجتماع حلف شمال الأطلسي (الناتو) في بولندا بشأن الوضع في أوكرانيا، دعا بروير إلى الاستعداد للسنوات الخمس إلى الثماني المقبلة تحسبًا لهجمات روسية محتملة على دول الناتو. وقد اتُخذت هذه الدعوات بناءً على تحليلاتهم، مؤكدةً أن الهجوم "محتمل" مع استمرار روسيا في تعزيز قوتها العسكرية في خضم غزوها لأوكرانيا.